# Bel Paese (sir)
Bel Paese [belpaéze] je polmehak italijanski sir. Leta 1906 ga je izumil sirar in industrialec Egidio Galbani, ki je želel proizvajati blag in občutljiv sir, zaradi kratkega roka trajanja primeren predvsem za lokalno prodajo.

## Etimologija
Poimenovanje Bel Paese (it. lepa država) izhaja iz naslova knjige, ki jo je napisal Antonio Stoppani in je eden od poimenovanj za Italijo.

## Značilnosti
Bel Paese so najprej proizvedli v Melzu, majhnem mestecu blizu Milana v deželi Lombardija, zdaj se izdeluje tako v Italiji kot v Združenih državah. Bel Paese izdelujejo iz kravjega mleka. Sir ima kremasto in rahlo mlečno aromo ter zori šest do osem tednov. Barva je bleda, kredasto rumena. Izdelujejo ga v majhnih kolutih in je zelo podoben francoskemu siru Saint-Paulin in nemškemu Butterkäseju. Ima blag, maslen okus, zaradi katerega se ob hrani lepo dopolnjuje s suhimi rdečimi in belimi vini. Pogosto se servira kot prigrizek ali desertni sir. Ker se lepo topi, se ga pogosto uporablja pri pripravi pice ali v enolončnicah, lahko pa tudi kot nadomestek sira mozzarella.

## Embalaža
Originalni sir Bel Paese je mogoče spoznati po ovoju, na katerem je podoba italijanskega duhovnika, geologa in paleontologa Antonia Stoppanija, čigar geološka razprava Il bel paese je dala ime galbanijevemu siru. Sir Bel Paese, izdelan v Italiji, ima na ovoju poleg Stoppanijeve podobe na ozadju zemljevid Italije, tisti, ki je bil izdelan v ZDA, pa na ozadju zemljevid Združenih držav.